# Sinoxylon pubens
Sinoxylon pubens är en skalbaggsart som beskrevs av Pierre Lesne 1906. Sinoxylon pubens ingår i släktet Sinoxylon och familjen kapuschongbaggar. Inga underarter finns listade i Catalogue of Life.